# Mellitiosporium pteridinum
Mellitiosporium pteridinum är en svampart som först beskrevs av W. Phillips & Buckn., och fick sitt nu gällande namn av Pier Andrea Saccardo 1889. Mellitiosporium pteridinum ingår i släktet Mellitiosporium, ordningen Rhytismatales, klassen Leotiomycetes, divisionen sporsäcksvampar och riket svampar.  Arten är reproducerande i Sverige. Inga underarter finns listade i Catalogue of Life.